# 毛利祥久
毛利 祥久（もうり よしひさ、1860年4月8日（万延元年3月18日） - 1941年（昭和16年）12月9日）は、長州藩一門家老である右田毛利家の13代当主で、男爵、銀行家。

## 生涯
父は右田毛利家の11代当主毛利元亮で、二男として生まれる。養父は12代当主毛利親信。1871年（明治4年）3月に親信と姉夫婦の養子となる。養父親信の没後、1885年（明治18年）6月12日に家督を相続し13代当主となり、同時期に養父が頭取であった第百十国立銀行（後の山口銀行）の取締役となった（祥久が頭取だったとの情報もあるが、山口銀行史には取締役としか出てこない）。
1887年（明治20年）11月、「取締役毛利祥久、支配人草刈隆一の名義をもって愛知県の三河干拓（毛利新田）の築立に着手」と山口銀行史にある。
1888年（明治21年）より、愛知県庁の強力なサポートで新田干拓と新田用水路の工事を進めて行った。
毛利新田は度々の災害に遭いながら奮闘努力したが、1891年（明治24年）の濃尾地震で堤防が傷つき、翌年の1892年（明治25年）に暴風雨により堤防が破壊、浸水で多くの死亡者が出たことで、遂に開発を断念した。
それまでの経費は41万円とも言われており、明治銀行史に「明治25年、第百十国立銀行三河干拓事業の蹉跌により巨額の損失を生ず」とある。
祥久は毛利新田に係わる全ての権利を1893年（明治26年）4月に初代神野金之助へ、損失額の1/10の41,000円で譲渡した。
神野金之助は毛利新田の設計を踏襲し工事に工夫と堅固を加えて完成させ、1896年（明治29年）に神野新田の完工式を行った。
祥久37歳、1897年（明治30年）に父元亮の遺功により男爵を授けられ、1902年（明治35年）11月には正四位を追贈せられた。
祥久は1904年（明治37年）から1905年（明治38年）の日露戦争に際しては、多額の軍費を献納した事により金盃を下賜されている。
晩年は悠々自適、花卉園藝を楽しんだが、1941年（昭和16年）12月、82歳の老齢で逝去した。

## 家族・親族
毛利家
- 妻・ユリ（1870年 - 1930年、山口、毛利倫亮の妹[1]、毛利親彦の三女[2]）
- 次男・彜亮（1892年 - 1928年、男爵木梨精一郎の養子[1]）
- 四男・重雄（1901年 - 1973年）[1][2][8]
  - 同妻・華子（1905年 - 1983年、男爵四條隆英の二女）[1][2][8]
- 五男・正彦（1902年 - 1942年、広島市の古川久吉の養子）[1][2][8]
- 六男・勇夫（1905年 - 1945年、広島市の古川久吉の養子）[2]
- 長女・須賀子（1894年 - ？）[1][8]
- 二女・英子（1898年 - 1927年）[1][2] - 西村礼作の長男・圭太郎の妻[9]
- 孫[8]

親戚
- 二女・英子の夫の父・西村礼作（衆議院議員）
- 五男正彦の養父・古川久吉（醤油醸造業、藝備銀行取締役、広島株式取引所理事）